# Heizō Takenaka
Heizō Takenaka, född den 3 mars 1951, är en japansk ekonom och före detta politiker, som senast innehade posten "Minister of Internal Affairs and Communications" samt minister över postprivatiseringen, i premiärminister Junichiro Koizumis kabinett. Han har också varit professor vid Keio University och rådgivare för olika företag och regeringar.